# 저우융캉
저우융캉(중국어 정체자: 周永康, 병음: Zhōu Yǒngkāng, 한자음: 주영강, 1942년 12월 3일 - )은 중화인민공화국의 정치가이다. 한때 중국공산당 중앙위 정치국원 겸 정치국 상임위원이며, 중국 공산당의 중앙 정법위서기였다. 1983년부터 1985년까지 랴오닝성 판진(遼寧省 盤錦)의 시장을 지냈다. 그는 중국공산당 제17기 전국대표대회에서 17전대를 주관하는 비서처 부 비서장으로 선출되었다. 현재 뇌물 수수, 직권 남용, 기밀 누설 등의 혐의로 무기징역을 받고 복역 중이다.

## 생애
1942년 12월 장쑤성 우시(江蘇省 無錫)에서 태어나 1964년 11월 중국 공산당에 입당하였고, 1996년 9월, 베이징(北京)의 석유 학원을 졸업 후에 석유관리국장 등을 역임했다. 1999년 쓰촨성(四川省) 당서기를 역임하였고, 이어서 2002년 중앙위정치국원, 국무원 공안부장, 공산당 중앙서기처서기에 임명되었었다.

## 몰락
2014년 12월 5일 뇌물수수 및 기밀유출 등의 혐의로 공산당 당적 박탈후 체포되었으며, 4개월간의 수사 후에 2015년 4월 톈진시 인민검찰원 제1분원이 톈진 시 제1중급 인민법원에 저우융캉에 대한 공소장을 제출했다. 검찰은 소장에서 저우융캉의 혐의를 뇌물수수죄, 직권남용죄, 국가기밀 고의누설죄 제시했으며 체포 당시 언급된 당의 기율위반, 청렴 자율규정 위반, 간통과 성매수 등 혐의는 빠졌다.
2015년 5월 22일, 톈진시 제1중급인민법원은 일부 혐의가 국가기밀에 관련되어 비공개로 재판을 시작했다. 6월 11일 법원은 저우융캉의 뇌물수수죄에 대해 무기징역을 선고하고 정치적 권리 종신 박탈 및 개인 재산 몰수 판결을 내리고, 직권남용죄와 국가기밀 누설죄에 대해 각각 유기징역 7년과 4년을 선고했다. 3대 혐의를 적용하여 법원은 저우융캉에게 무기징역 집행을 결정하고 정치적 권리를 종신 박탈함과 동시에 개인의 재산 몰수를 선고했다. 저우융캉은 혐의를 인정하며 항소하지 않아 형이 확정되었다.